# 13e cérémonie des Central Ohio Film Critics Association Awards
La 13e cérémonie des Central Ohio Film Critics Association Awards (COFCA Awards), décernés par la Central Ohio Film Critics Association, a eu lieu le 8 janvier 2015, et a récompensé les films réalisés l'année précédente.

## Palmarès

### Top 10 des meilleurs films
1. Selma
2. Whiplash
3. Snowpiercer, le Transperceneige (설국열차)
4. The Grand Budapest Hotel
5. Night Call (Nightcrawler)
6. Birdman
7. Imitation Game (The Imitation Game)
8. Boyhood
9. A Most Violent Year
10. Gone Girl

### Meilleur réalisateur
- Ava DuVernay pour Selma
  - Finaliste : Wes Anderson pour The Grand Budapest Hotel
    - Damien Chazelle pour Whiplash
    - Alejandro González Iñárritu pour Birdman
    - Richard Linklater pour Boyhood

### Meilleur acteur
- David Oyelowo pour le rôle de Martin Luther King dans Selma
  - Finaliste : Jake Gyllenhaal pour le rôle de Lou Bloom dans Night Call (Nightcrawler) et Michael Keaton pour le rôle de Riggan Thomson / Birdman dans Birdman
    - Ralph Fiennes pour le rôle de M. Gustave H. dans The Grand Budapest Hotel
    - Eddie Redmayne pour le rôle de Stephen Hawking dans Une merveilleuse histoire du temps (The Theory of Everything)

### Meilleure actrice
- Essie Davis pour le rôle d'Amelia dans Mister Babadook
  - Finaliste : Scarlett Johansson pour le rôle de Laura dans Under the Skin
    - Felicity Jones pour le rôle de Jane Wilde Hawking dans Une merveilleuse histoire du temps (The Theory of Everything)
    - Rosamund Pike pour le rôle d'Amy Elliott Dunne dans Gone Girl
    - Reese Witherspoon pour le rôle de Cheryl Strayed dans Wild

### Meilleur acteur dans un second rôle
- J.K. Simmons pour le rôle de Terence Fletcher dans Whiplash
  - Finaliste : Mark Ruffalo pour le rôle de Dave Schultz dans Foxcatcher et Josh Brolin pour le rôle de lieutenant Christian « Bigfoot » Bjornsen pour Inherent Vice
    - Ethan Hawke pour le rôle de Mason Sr. dans Boyhood
    - Edward Norton pour le rôle de Mike Shiner dans Birdman

### Meilleure actrice dans un second rôle
- Tilda Swinton pour le rôle de Mason dans Snowpiercer, le Transperceneige (설국열차)
  - Finaliste : Patricia Arquette pour le rôle d'Olivia dans Boyhood
    - Jessica Chastain pour le rôle d'Anna Morales dans A Most Violent Year
    - Keira Knightley pour le rôle de Joan Clarke dans Imitation Game (The Imitation Game)
    - Emma Stone pour le rôle de Sam Thomson dans Birdman

### Meilleure distribution
- The Grand Budapest Hotel
  - Finaliste : Birdman et Foxcatcher
    - Les Gardiens de la Galaxie (Guardians of the Galaxy)
    - Gone Girl

### Acteur de l'année
(pour l'ensemble de son travail en 2014)
- Jake Gyllenhaal – Enemy et Night Call (Nightcrawler)
  - Finaliste : Tilda Swinton – The Grand Budapest Hotel, Only Lovers Left Alive, Snowpiercer, le Transperceneige (설국열차) et Zero Theorem (The Zero Theorem)
    - Jessica Chastain – The Disappearance of Eleanor Rigby, Interstellar, Mademoiselle Julie (Miss Julie), A Most Violent Year
    - Benedict Cumberbatch – Le Hobbit : La Bataille des Cinq Armées (The Hobbit: The Battle of the Five Armies), Imitation Game (The Imitation Game)
    - Chris Pratt – Les Gardiens de la Galaxie (Guardians of the Galaxy), La Grande Aventure Lego (The Lego Movie)

### Artiste le plus prometteur
- Ava DuVernay (réalisatrice) – Selma
  - Finaliste : Jennifer Kent (réalisatrice et scénariste) – Mister Babadook (The Babadook)
    - Gugu Mbatha-Raw (actrice) – Belle et Beyond the Lights
    - Justin Simien (réalisateur et scénariste) – Dear White People

### Meilleur scénario original
- Selma – Paul Webb
  - Finaliste : The Grand Budapest Hotel – Wes Anderson
    - A Most Violent Year – J.C. Chandor
    - Birdman – Alejandro González Iñárritu, Nicolás Giacobone, Alexander Dinelaris, Armando Bo
    - Whiplash – Damien Chazelle

### Meilleur scénario adapté
- Imitation Game (The Imitation Game) – Graham Moore
  - Finaliste : Snowpiercer, le Transperceneige (설국열차) – Bong Joon-ho et Kelly Masterson
    - Inherent Vice – Paul Thomas Anderson
    - Gone Girl – Gillian Flynn
    - Wild – Nick Hornby

### Meilleure photographie
- The Grand Budapest Hotel – Robert Yeoman
  - Finaliste : Under the Skin – Daniel Landin
    - Birdman – Emmanuel Lubezki
    - Interstellar – Hoyte van Hoytema
    - Une merveilleuse histoire du temps (The Theory of Everything) – Benoît Delhomme

### Meilleur montage
- Whiplash – Tom Cross
  - Finaliste : Birdman – Douglas Crise et Stephen Mirrione
    - Boyhood – Sandra Adair
    - Gone Girl – Kirk Baxter
    - Selma – Spencer Averick

### Meilleure musique de film
- The Grand Budapest Hotel – Alexandre Desplat
  - Finaliste : Gone Girl – Trent Reznor et Atticus Ross
    - Birdman – Antonio Sanchez
    - Interstellar – Hans Zimmer
    - Une merveilleuse histoire du temps (The Theory of Everything) – Jóhann Jóhannsson

### Meilleur film en langue étrangère
- We Are the Best! (Vi är bäst!)  Suède
  - Finaliste : Ida  Pologne
    - Deux jours, une nuit  Belgique
    - A Girl Walks Home Alone at Night (en persan : دختری در شب تنها به خانه می رود, Dokhtari dar šab tanhâ be xâne miravad)  États-Unis
    - Snow Therapy (Turist)  France  Suède

### Meilleur film d'animation
- La Grande Aventure Lego (The Lego Movie)
  - Finaliste : Les Nouveaux Héros (Big Hero 6)
    - Les Boxtrolls (The Boxtrolls)
    - Dragons 2 (How to Train Your Dragon 2)
    - La Légende de Manolo (The Book of Life)

### Meilleur film documentaire
- À la recherche de Vivian Maier (Finding Vivian Maier)
  - Finaliste : Citizenfour
    - Dinosaur 13
    - Jodorowsky's Dune
    - Life Itself

### Meilleur film passé inaperçu
- Mister Babadook (The Babadook)
  - Finaliste : Edge of Tomorrow
    - Blue Ruin
    - Enemy
    - Locke

## Statistiques

### Nominations multiples
10 : Birdman
7 : The Grand Budapest Hotel
6 : Gone Girl, Selma
5 : Whiplash, Boyhood
4 : Une merveilleuse histoire du temps (The Theory of Everything), A Most Violent Year, Imitation Game (The Imitation Game), Snowpiercer, le Transperceneige (설국열차)
3 : Night Call (Nightcrawler)
2 : Les Gardiens de la Galaxie (Guardians of the Galaxy), La Grande Aventure Lego (The Lego Movie), Foxcatcher, Inherent Vice, Mister Babadook (The Babadook), Under the Skin

### Récompenses multiples
5 / 6 : Selma
3 / 7 : The Grand Budapest Hotel
2 / 5 : Whiplash